# Java Oriental
Java Oriental (Jawa Timur, em indonésio) é uma província da Indonésia, localizada na porção leste da ilha de Java. As ilhas de Madura e Bawean também integram a província. Sua capital é Surabaia, segunda maior cidade da Indonésia e um grande centro industrial e porto. 

A província possui uma população de 34 766 000 habitantes (2000) e uma área de 47 922 km².

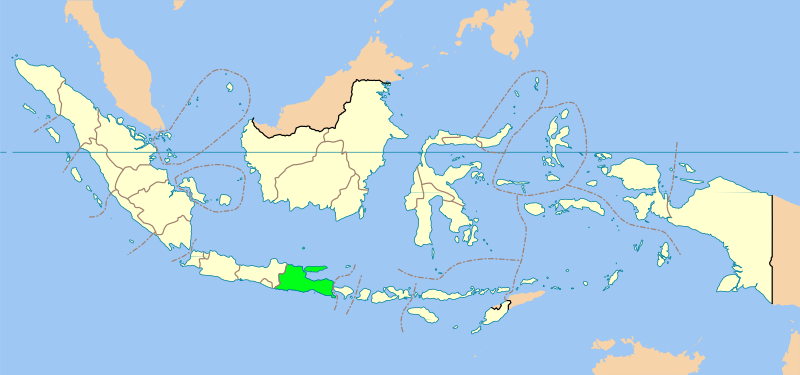
Mapa da Indonésia com a localização de Java Oriental.

## Áreas administrativas
Java Oriental é dividida administrativamente em 29 regências (ou kabupaten) and 9 cidades (ou kotamadya).

Regências (seat):
- Java e Ilha Bawean.
  - Banyuwangi
  - Blitar
  - Bojonegoro
  - Bondowoso
  - Gresik
  - Jember
  - Jombang
  - Kediri
  - Lamongan
  - Lumajang
  - Madiun
  - Magetan
  - Malang
  - Mojokerto
  - Nganjuk
  - Ngawi
  - Pacitan
  - Pasuruan
  - Ponorogo
  - Probolinggo
  - Sidoarjo
  - Situbondo
  - Trenggalek
  - Tuban
  - Tulungagung
- Madura e Ilhas Kangean 
  - Bangkalan (Bangkalan)
  - Pamekasan
  - Sampang
  - Sumenep

Cidades:
- Batu
- Blitar
- Kediri
- Madiun
- Malang
- Mojokerto
- Pasuruan
- Probolinggo
- Surabaya